# Achim von Arnim (Rektor)

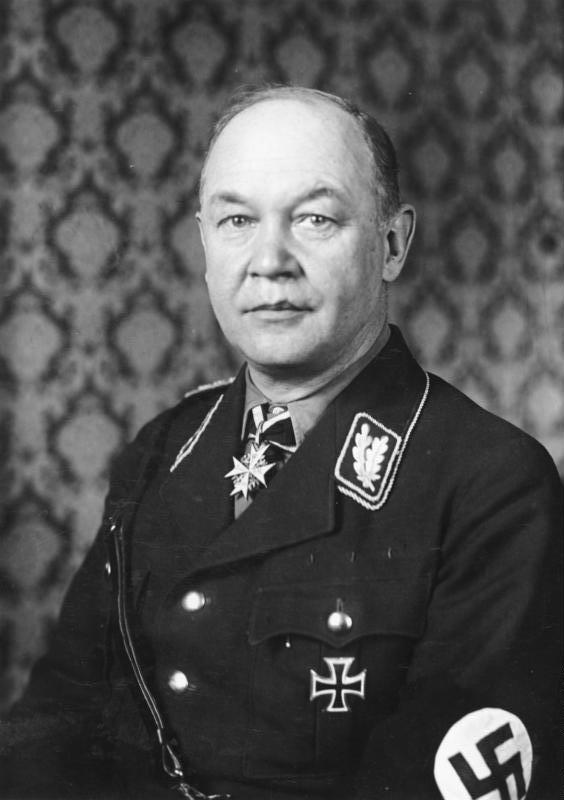
Achim von Arnim (1934)

Achim Konstantin Rudolf Ferdinand von Arnim (* 1. Februar 1881 in Karlsruhe; † 24. Mai 1940 bei Monchy-Lagache) war ein deutscher Offizier, SA-Führer und Professor für Wehrwissenschaft. Von 1934 bis 1938 war er Rektor der Technischen Hochschule Berlin.

## Leben

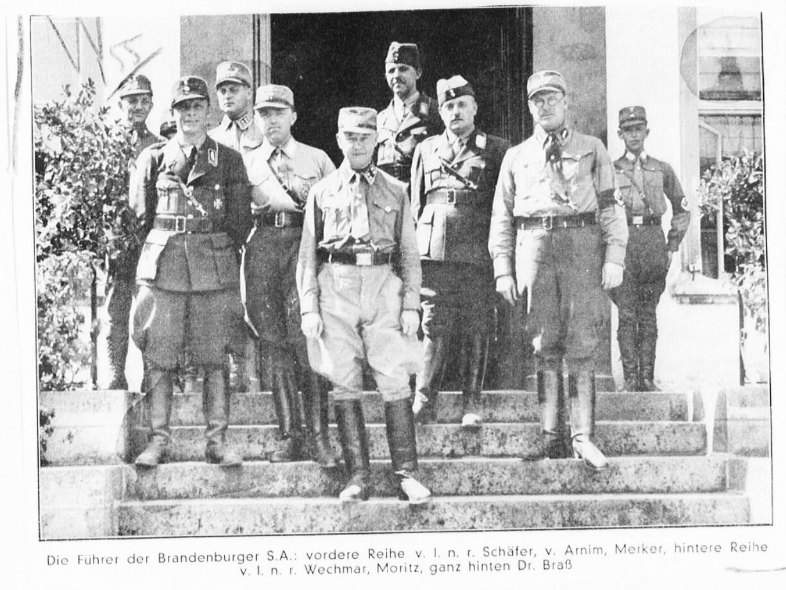
Arnim im Kreis anderer SA-Führer im September 1932.

Er stammte aus dem märkischen Uradelsgeschlecht von Arnim und war der älteste Sohn des späteren preußischen Generals der Infanterie Hans von Arnim (1846–1922) und seiner Gattin Elisabeth, geborene Freiin von Türckheim (1858–1958).
Nach dem Besuch des Gymnasiums in Berlin trat Arnim am 18. Oktober 1900 als Fahnenjunker in das 1. Garde-Regiment zu Fuß der Preußischen Armee ein. Hier wurde er am 18. August 1901 zum Leutnant befördert und absolvierte von 1908 bis 1911 die Kriegsakademie. Im Anschluss daran als Oberleutnant zum Großen Generalstab kommandiert, wurde Arnim mit seiner Beförderung zum Hauptmann am 22. März 1914 hierher versetzt.
Mit Ausbruch des Ersten Weltkrieges folgte am 2. August 1914 seine Versetzung in den Stab des Gardekorps. Im Herbst 1914 erhielt er den Befehl, als Parlamentär die Stadt Reims zur Kapitulation aufzufordern. Um kriegswichtige Informationen zurückzuhalten, internierte ihn die französische Armee für einen Monat und überstellte ihn dann zurück. Im weiteren Kriegsverlauf war Arnim beim Generalstab der 2. Armee sowie als Erster Generalstabsoffizier der 38. Infanterie-Division tätig, ehe er Ende Mai 1916 in den Truppendienst zurückkehrte und zum Kompaniechef im Leibgarde-Infanterie-Regiment (1. Großherzoglich Hessisches) Nr. 115 ernannt wurde. Am 17. April 1918 wurde ihm der Orden Pour le Mérite verliehen.
Nach Kriegsende wurde Arnim am 23. November 1918 in das Preußische Kriegsministerium versetzt und gehörte anschließend nach der Bildung der Vorläufigen Reichswehr dem Reichswehrausschuss im Reichswehrministerium an. Am 31. Januar 1920 wurde er mit dem Charakter als Major aus dem aktiven Dienst verabschiedet.
Von 1919 bis 1924 studierte Arnim Volkswirtschaftslehre in München. 1924 promovierte er in München zum Dr. rer. pol. Politisch engagierte er sich im Stahlhelm Kampfbund, in dem er von 1925 bis 1932 als Gauführer agierte.
Zum 1. Mai 1932 trat Arnim in die NSDAP (Mitgliedsnummer 1.138.569) und in die SA ein. Einen Monat später wurde er zum Stabsführer der SA-Gruppe Berlin-Brandenburg unter Wolf-Heinrich von Helldorff ernannt. Dieses Amt sollte er bis zur Ablösung Helldorffs durch Karl Ernst im Februar 1933 ausüben. Anschließend wurde Arnim Brigadeführer im Stab von Ernst, als dessen „einziges anständiges Paradestück“ er galt. Später wurde er noch bis zum SA-Gruppenführer befördert.
Nach der Machtübergabe an die Nationalsozialisten wurde Arnim 1933 zum ordentlichen Professor für Wehrwissenschaften an die Technische Hochschule Berlin-Charlottenburg berufen. 1933 wurde Arnim Leiter der Lessing Hochschule in Berlin. Etwas später veröffentlichte er einen Text Der Deutsche Adel gehört zu Adolf Hitler.
Im September 1933 wurde er unter anderem mit den SA-Führern Georg von Detten († 1. Juli 1934 während der Röhm-Affäre), Dietrich von Jagow, Hans von Rochow und Hans von Tschammer und Osten in den Hauptvorstand der längst gleichgeschalteten Deutschen Adelsgenossenschaft gewählt und behielt selbst dieses Ehrenamt etwa bis 1937.
1933/34 erhielt er außerdem Lehraufträge für Wehrwissenschaft an sämtlichen Berliner Hochschulen. Von 1934 bis 1938 war er Rektor der TH Berlin. Er unterschrieb 1934 den Wahlaufruf Deutsche Wissenschaftler hinter Adolf Hitler im VB. Unter seinem Rektorat passte sich die Hochschule den Vorgaben der NSDAP an. Bis 1938 wurden ca. 25 Prozent des wissenschaftlichen Personals vertrieben, darunter insbesondere Juden und politisch Missliebige. Im Wintersemester 1938/39 leitete er auch das Seminar für SA-Führer an der Deutschen Hochschule für Politik. 1939 war er noch Mitglied im NSDDB, NSLB, NS-Bund Deutscher Technik, Reichsnährstand, NSAHB, der DAF und der NSV.
Nach dem Ausbruch des Zweiten Weltkrieges wurde Arnim als Oberstleutnant z.V. mit der Führung des Infanterie-Regiments 164 der 62. Infanterie-Division betraut. Er starb bei Kampfhandlungen während des Westfeldzuges bei Monchy-Lagache. Nachträglich erhielt Arnim am 20. April 1944 mit Wirkung vom 1. Mai 1940 die Beförderung zum Oberst z.V.
Aus Arnims Ehe mit Marie-Valeska von Oppen (1889–1958), Herrin auf Kunersdorf, verheiratet seit 22. September 1920, gingen drei Kinder hervor.

## Beförderung
- 1932: SA-Standartenführer[10]
- 27. Juni 1933: SA-Oberführer[11]